# 少年裁判所 (フランス)
少年裁判所（しょうねんさいばんしょ、Tribunal pour enfants）は、大審裁判所 (tribunal de grande instance) の裁判部門のひとつであり、第5級違警罪（暴行又は軽度傷害など）又は軽罪（ délit ；財産奪取（強盗、窃盗）、加重暴行など）及び重罪（crime；殺人、強姦など）について、少年（行為時に未成年者であった者）を非公開で審判する。もっとも、16歳以上の未成年者が重罪を犯した場合は、少年重罪院で審理される。
少年裁判所は、司法大臣（国璽尚書、 Garde des Sceaux ）が指名する、検事、1人の少年係判事及び2人の参審員から構成される。審判には書記官も立ち会う。参審員（素人裁判官）は一般市民の中から選任され、任期は4年である。評議の後、専門職裁判官も素人裁判官も平等に1人1票の投票をして、懲罰等を宣告する。
1945年のオルドナンスが適用され、少年裁判所には次の権限を有する。
- 少年を訓戒すること。
- 教育処分（職業紹介、転居など）をするかしないか判断すること。
- 13歳以上の未成年者に対する懲罰として
  - 拘禁を宣告すること。
  - 拘禁に代わる処分（16歳以上の少年の場合に、その同意の下で、公益のために働くことなど）を宣告すること。
  - 被害回復措置、継続的な心理的・身体的保護措置を命じること。

親、つまり少年の監督責任者は、民事的に責任があると認められた場合、自らの子とともに私訴原告の損害と不確定利益を賠償する。一方、少年は、罰金を支払うよう命ぜられることがあるだけである。
フランスには145か所に少年裁判所がある。
少年裁判所に属する少年係判事は、軽微な刑事事件について、自ら予審を担当した上、保護処分を行うことができるほか、参審員を交えた少年裁判所を構成して審理をした上で処分を決定することもできる。なお、少年の重罪については、少年事件を集中的に扱う予審判事が予審を行った上で、少年重罪院に送致される。
少年係判事は、子供の民事的保護をも担当している。たとえば、里親にあずかってもらう措置をとることやその後両親を訪問することを命ずることができる。